# Ultima Underworld
Ultima Underworld to seria dwóch komputerowych gier fabularnych, wydana w latach 90. przez firmę Origin Systems. Powstała jako spin off popularnej serii Ultima. Ultima Underworld została stworzona przez Looking Glass Technologies.
W skład serii wchodzą dwie części:
- Ultima Underworld: The Stygian Abyss (1992)
- Ultima Underworld II: Labyrinth of Worlds (1993)

## Rozgrywka
Obie gry opierają się na podobnych zasadach. Świat gry przedstawiony jest z perspektywy pierwszej osoby. Gracz bada rozległą sieć jaskiń, lochów, budowli a nawet innych wymiarów.
Postęp w grze jest nieliniowy, a przeszkody pokonywać można zwykle na wiele różnych sposobów. Drzwi na przykład można otwierać kluczem, wytrychem albo zaklęciem. Można też próbować zniszczyć je na różne sposoby, bądź zabezpieczyć przed otwarciem, na przykład by ustrzec się pogoni.
Wszystkie przedmioty posiadają właściwy sobie ciężar, a postać gracza ma ograniczony ekwipunek. Sprzęt można przechowywać w różnego rodzaju torbach i pojemnikach, a przedmioty zostają tam, gdzie się je pozostawi, chyba że wrzuci się je do głębokiej wody. Postać gracza potrafi pływać, ale nie nurkować. Musi odżywiać się co jakiś czas i spać. Przedmioty niszczeją, broń tępieje (można ją naprawiać), butelkę można rozbić, a jedzenie psuje się. Pochodnie wypalają się z czasem. Z kukurydzy można zrobić popcorn, a z kija i linki – wędkę.
Wielu bohaterów niezależnych to postacie wrogie bohaterowi, z wieloma jednak można rozmawiać i handlować. NPC reagują na działania gracza i zmieniają do niego swoje nastawienie. W walce stosować można broń białą (miecze, topory, maczugi), miotającą (proce, łuki, kusze) i miotaną. Zaklęcia tworzy się, łącząc odpowiednio kamienie runiczne. Dostępnych jest wiele zaklęć, od czysto ofensywnych, aż po formuły, umożliwiające np. latanie, otwieranie zamków, paraliż lub oczarowanie przeciwnika, teleportację albo zatrzymanie czasu.

## Technologia
Zastosowany silnik 3D umożliwiał użycie technologii mapowania tekstur, obiektów zbudowanych na wielokątach i oświetlenia.
Ulepszona wersja silnika została użyta później w grze System Shock.

## Spuścizna
Firma id stwierdziła, że pomysł na stworzenie Wolfensteina 3D i Dooma zrodził się pod wpływem doniesień prasowych, dotyczących produkcji Ultimy Underworld.
Seria The Elder Scrolls została zainspirowana Ultimą Underworld.
Twórcy gry Arx Fatalis, firma Arkane Studios, stwierdzili, że pierwotnie zamierzali wydać ją jako Ultima Underworld III, jednak nie udało im się uzyskać licencji na tę nazwę.